# جایزه بزرگ آلمان
جایزه بزرگ آلمان (آلمانی: Großer Preis von Deutschland) یکی از مسابقات قهرمانی فرمول یک است که در آلمان برگزار می‌شود. نخستین دورهٔ این مسابقه در سال ۱۹۲۶ برگزار شد. جایزه بزرگ آلمان تاکنون در سه ورزشگاه برگزار شده‌است: نوربورگ‌رینگ در راینلاند-فالتس، پیست هوکنهایمرینگ در بادن-وورتمبرگ و دو بار در پیست آفوس در نزدیکی برلین. در سال‌هایی که مسابقه در آلمان غربی برگزار می‌شد، نام آن تغییر نیافت.
در سال‌های نخست دوران پس از جنگ جهانی دوم، شرکت آلمان غربی در مسابقات بین‌المللی ممنوع بود و جایزه بزرگ آلمان در سال ۱۹۵۱ به فرمول یک بازگشت. از سال ۱۹۲۶ مسابقه توسط باشگاه اتومبیل‌رانی آلمان برگزار می‌شود.

## تاریخچه

### سرآغاز
در سال ۱۹۰۷ نخستین مسابقات اتومبیل‌رانی آلماندر پیست ۱۱۸ کیلومتری تاونوس بیرون فرانکفورت برگزار شد. تنها خودروهای گردشگری با حجم موتور کمتر از ۸ لیتر مجاز به شرکت بودند. یک راننده و هم‌تیمی او در پیست کشته شدند و دیگر مسابقه‌ای در این پیست برگزار نشد. دو و نیم ساعت طول کشید تا تیم پزشکی به محل تصادف برسند.

### پیش از جنگ

#### آفوس

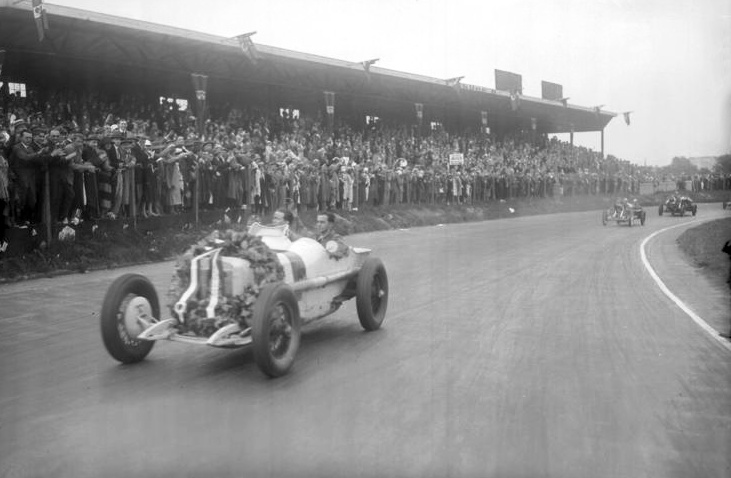

نخستین مسابقهٔ جایزه بزرگ آلمان در سال ۱۹۲۶ در پیست آفوس در جنوب برلین برگزار شد. این پیست از دو مسیر مستقیم ۶ مایلی با دو پیچ گیره سر در انتهای آن‌ها تشکیل شده‌بود. برخورد یکی از خودروها با اتاق مارشال‌ها سه کشته بر جای گذاشت. پیست آفوس بسیار خطرناک شمرده می‌شد و مسابقه از آنجا منتقل شد. در سال ۱۹۲۹ جایزه بزرگ آلمان تبدیل به رویدادی رسمی شد.

#### نوربورگ‌رینگ
جایزه بزرگ آلمان به پیست تازه‌ساز نوربورگ‌رینگ در منطقه کوه آیفل در غرب آلمان منتقل شد. نخستین مسابقه این پیست در ۱۸ ژوئن ۱۹۲۷ برگزار شد. این پیست، مسیر رقابتی چالش‌برانگیزی داشت و از میان جنگل‌های کوه آیفل می‌گذشت. اختلاف ارتفاع در پیست بیش از ۳۰۰ متر بود و در برخی بخش‌ها خودروها از زمین جدا می‌شدند.
در سال‌های ۱۹۳۰ و ۱۹۳۳ مشکلات مالی باعث برگزار نشدن مسابقه شد. از سال ۱۹۳۱ مسابقه در حلقه شمالی برگزار شد. از سال ۱۹۳۵ تا ۱۹۳۹ این مسابقه جزء مسابقات قهرمانی اروپا بود. در سال ۱۹۳۹ پیستی به نام دویچلندرینگ در نزدیکی درسدن ساخته شد و قرار بود میزبان جایزه بزرگ آلمان ۱۹۴۰ باشد؛ ولی با آغاز جنگ جهانی دوم، مسابقات لغو شد و پیست هرگز مورد استفاده قرار نگرفت.

### پس از جنگ

#### نوربورگ‌رینگ و قهرمانی جهان
پس از جنگ جهانی دوم، آلمان به دو بخش شرقی و غربی تقسیم شد و آلمان غربی تا سال ۱۹۵۱ از شرکت در مسابقات بین‌المللی محروم شد. در دومین فصل برگزاری فرمول یک، جایزه بزرگ آلمان جزئی از آن شد. حلقه شمالی برای ربع قرن میزبان مسابقه بود و سخت‌ترین و چالش‌برانگیزترین پیست فرمول یک شناخته می‌شد. وسعت زیاد پیست باعث می‌شد هر سال ۳۷۵ هزار نفر به صورت متوسط مسابقه را تماشا کنند. در نخستین مسابقه در سال ۱۹۵۱، آلبرتو اسکاری توانست خوان مانوئل فانخیو را پشت سر گذارد و پیروز شود. در سال ۱۹۵۴، رانندهٔ آرژانتینی به نام اونوفره ماریمون هنگام تمرین کشته شد. پس از فاجعه لومان، بیشتر مسابقات اروپا (از جمله همه مسابقات آلمان) تا زمانی که مسیرها به‌روز شوند، تحریم شد. بنابراین جایزه بزرگ آلمان ۱۹۵۵ نیز لغو شد.
برای مسابقه ۱۹۵۷ تغییراتی در پیست ایجاد شد. از جمله سطح پیست بازسازی شد و سطح بتنی که بخشی از مسیر را تشکیل می‌داد، برداشته و با آسفالت جایگزین شد. در سال ۱۹۵۸ نیز مسافت مسابقه از ۲۳ دور به ۱۵ دور کاهش یافت. در همان سال، خودروی پیتر کالینز درون حفره‌ای نزدیک پیست افتاد و پس از پرتاب شدن از خودروی خود به درختی برخورد کرد که پس از چند روز، منجر به مرگش شد.
در سال ۱۹۵۹ مسابقه در پیست بسیار سریع آفوس برگزار شد که تنها مسابقهٔ فرمول یک در این پیست بود. در تمرین پیش از مسابقه، رانندهٔ فرانسوی به نام ژان برا کنترل خودرو را از دست داد و به خاکریز آجری که «دیواره مرگ» نامیده می‌شد، برخورد کرد. او حدود ۹۰ متر دورتر از خودرویش پرتاب شد و در دم کشته شد.
در سال ۱۹۶۰ به دلیل شکایت برخی رانندگان دربارهٔ خطر فراوان، سرعت و رطوبت مسیر آفوس، برگزار کنندهٔ مسابقه تصمیم گرفت به جای فرمول یک، مسابقه فرمول دو را با عنوان جایزه بزرگ آلمان در حلقه جنوبی برگزار کند. رانندگان آن دوران ورزش‌های موتوری بیش از توجه به ایمنی، روحیه سلحشوری داشتند و احساس می‌کردند پیست آفوس ارزش خطر کردن دارد. به همین دلیل از شرکت در مسابقه خودداری کردند و جایزه بزرگ ۱۹۶۰ لغو شد.
در جایزه بزرگ ۱۹۶۹ رانندهٔ آلمانی به نام گرهارد میتر هنگام تمرین کشته شد. سیستم تعلیق عقب خودروی او از کار افتاد و خودرو در سرپایینی از پیست خارج شد. این حادثه پنجمین تصادف مرگبار مربوط به فرمول یک در این پیست در ۱۵ سال گذشته بود و بالاترین تلفات را در پیست‌های مورد استفاده در قهرمانی جهان داشت.
سال ۱۹۷۰ آغاز افول حلقه شمالی بود. پس از مرگ پیرز کارج در جایزه بزرگ هلند همان سال، اتحادیه رانندگان جایزه بزرگ جلسه‌ای در هتلی در لندن تشکیل داد. با وجود فشار طرف‌های دیگر، آنان تصمیم گرفتند تا زمانی که تغییرات اساسی در نوربورگ‌رینگ انجام نشده‌است، در این پیست مسابقه ندهند. مالکان پیست از انجام تغییرات درخواستی رانندگان خودداری کردند و انجام تغییرات در مدت باقیمانده تا مسابقهٔ ۱۹۷۰ امکان‌پذیر نبود. بنابراین جایزه بزرگ آلمان ۱۹۷۰ به پیست سریع هوکنهایم منتقل شد.
در سال ۱۹۷۱ مسابقه به پیست اصلاح شدهٔ نوربورگ بازگشت. مسیر مستقیم‌تر و هموارتر شده‌بود و خطر آن نسبت به گذشته کاهش یافته بود. ولی هنوز از نظر فنی چالش‌برانگیزترین پیست فرمول یک بود و در بسیاری مناطق هنوز به طرز خطرناکی باریک و ناهموار بود. همچنین هنوز بخش‌های زیادی از مسیر دارای گاردریل نبود؛ هرچند در طول سال‌ها این مشکل برطرف شد. در سال ۱۹۷۵ نیکی لائودا مسیر یک دور پیست را در ۶ دقیقه و ۵۸ ثانیه طی کرد و تبدیل به تنها راننده‌ای شد که این مسیر را در کمتر از هفت دقیقه طی کرده‌است.
نوربورگ‌رینگ در طول سال‌ها بارها به خواست رانندگان اصلاح شد. با این وجود، در سال ۱۹۷۶ لائودا که از ایمنی پیست راضی نبود، تلاش کرد مسابقه را تحریم کند. در آن زمان، ایمن‌سازی نوربورگ‌رینگ در ساختار قدیمی پیست ناممکن بود. مارشال و تیم پزشکی به تعداد کافی وجود نداشت و پیست به دلیل طول زیادش نیاز به پنج تا شش برابر نیروی اجرایی نسبت به پیست‌های معمولی فرمول یک داشت. برگزارکنندگان تمایلی به تأمین این تعداد نیرو نداشتند. همچنین انجام اصلاحات مد نظر فدراسیون بین‌المللی اتومبیل‌رانی و رانندگان نیاز به هزینه‌ای داشت که در دسترس آنان نبود. سایر رانندگان با لائودا مخالفت کردند؛ زیرا باید قرارداد خود را کاملاً اجرا می‌کردند تا دچار مشکلات قانونی نشوند. از سوی دیگر مسائل تجاری نیز مورد بحث بود. طول حلقه شمالی به اندازه‌ای زیاد بود که هیچ رسانه‌ای نمی‌توانست مسابقه را به صورت کامل پوشش دهد.

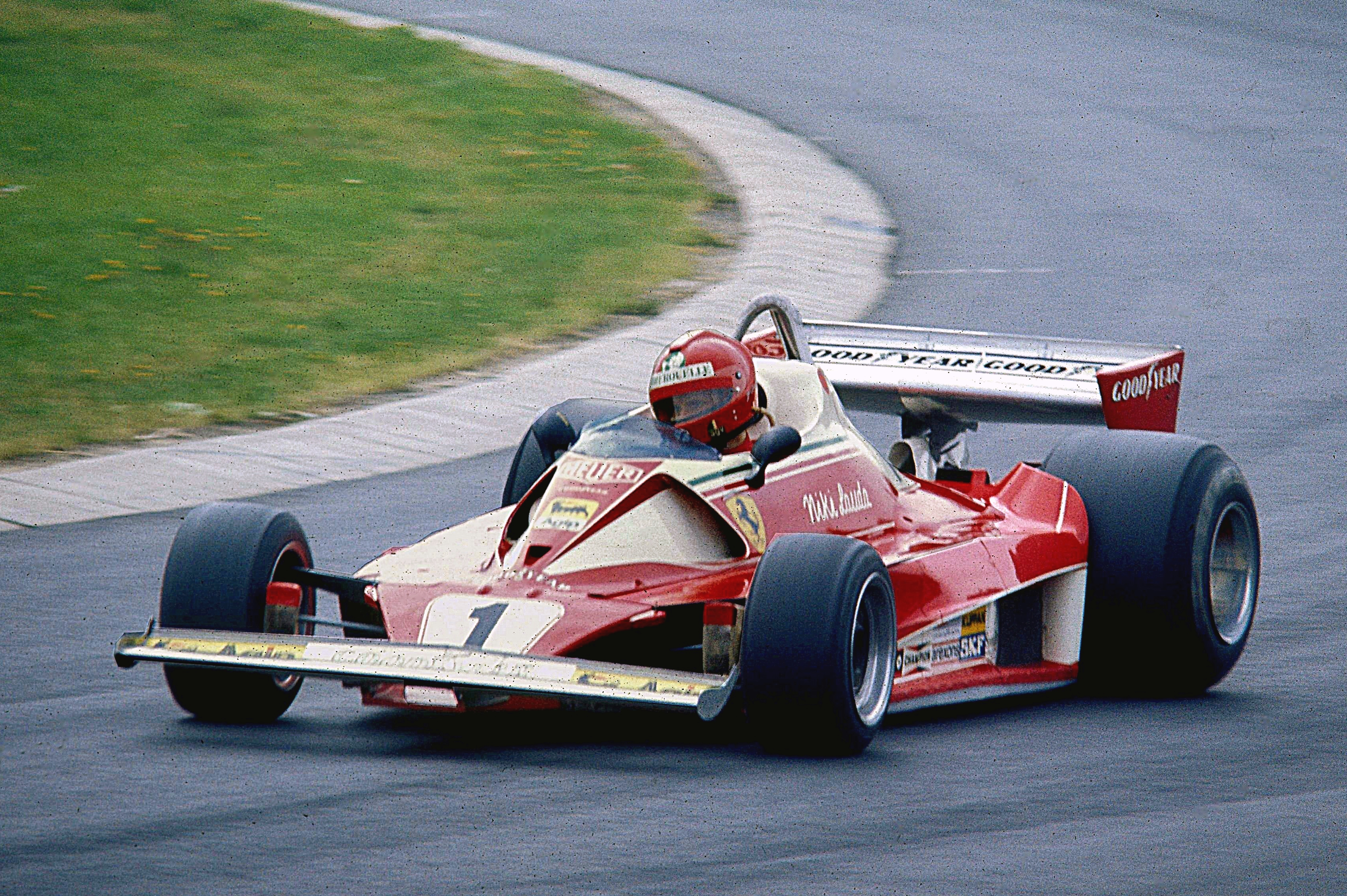
نیکی لائودا حین تمرین پیش از جایزه بزرگ آلمان ۱۹۷۶ که تصادف کرد و به شدت دچار سوختگی شد.

در مسابقهٔ ۱۹۷۶ بخش‌هایی از پیست تر و بخش‌هایی خشک بود. لائودا پس از تعویض لاستیک خود با فاصلهٔ زیاد پشت سر یوخن ماس وارد پیست شد و در حالی که تلاش کرد خود را به او برساند، در یک پیچ گردش به چپ سریع در یکی از نقاط دور از دسترس پیست، کنترل خودرو را از دست داد. خودرو به خاکریز چمنی برخورد کرد و شعله‌ور شد. یکی از رانندگان به او کمک کرد تا از خودرو خارج شود. پس از حادثه، لائودا ایستاده بود و با سایر رانندگان صحبت می‌کرد و به نظر می‌رسید مشکل جدی نداشته باشد. ولی بر اثر تنفس دود سمی به شدت دچار سوختگی شده‌بود و سیستم گردش خونش آسیب دیده بود. سپس به کما رفت و در آستانهٔ مرگ بود؛ ولی زنده ماند و شش هفته بعد به فرمول یک بازگشت. این آخرین مسابقه‌ای بود که به میزبانی پیست قدیمی نوربورگ برگزار شد.

#### هوکنهایم‌رینگ
پیست سریع و مسطح هوکنهایم به مدت سی سال میزبان جایزه بزرگ آلمان بود. در سال ۱۹۸۲ تغییراتی در پیست داده شد؛ از جمله مانعی در پیست بسیار سریع اوست-کوروه افزوده شد. در همین سال، دیدیه پیرونی در مرحلهٔ تعیین خط تصادف کرد و خودرویش پس از آن که مدتی در آسمان بود و چند بار به دور خودش چرخید، متوقف شد. مصدومیت او به حدی شدید بود که ممکن بود سید واتکینز (پزشک مسابقات) مجبور به قطع کردن پای او برای خارج کردنش از خودرو شود.

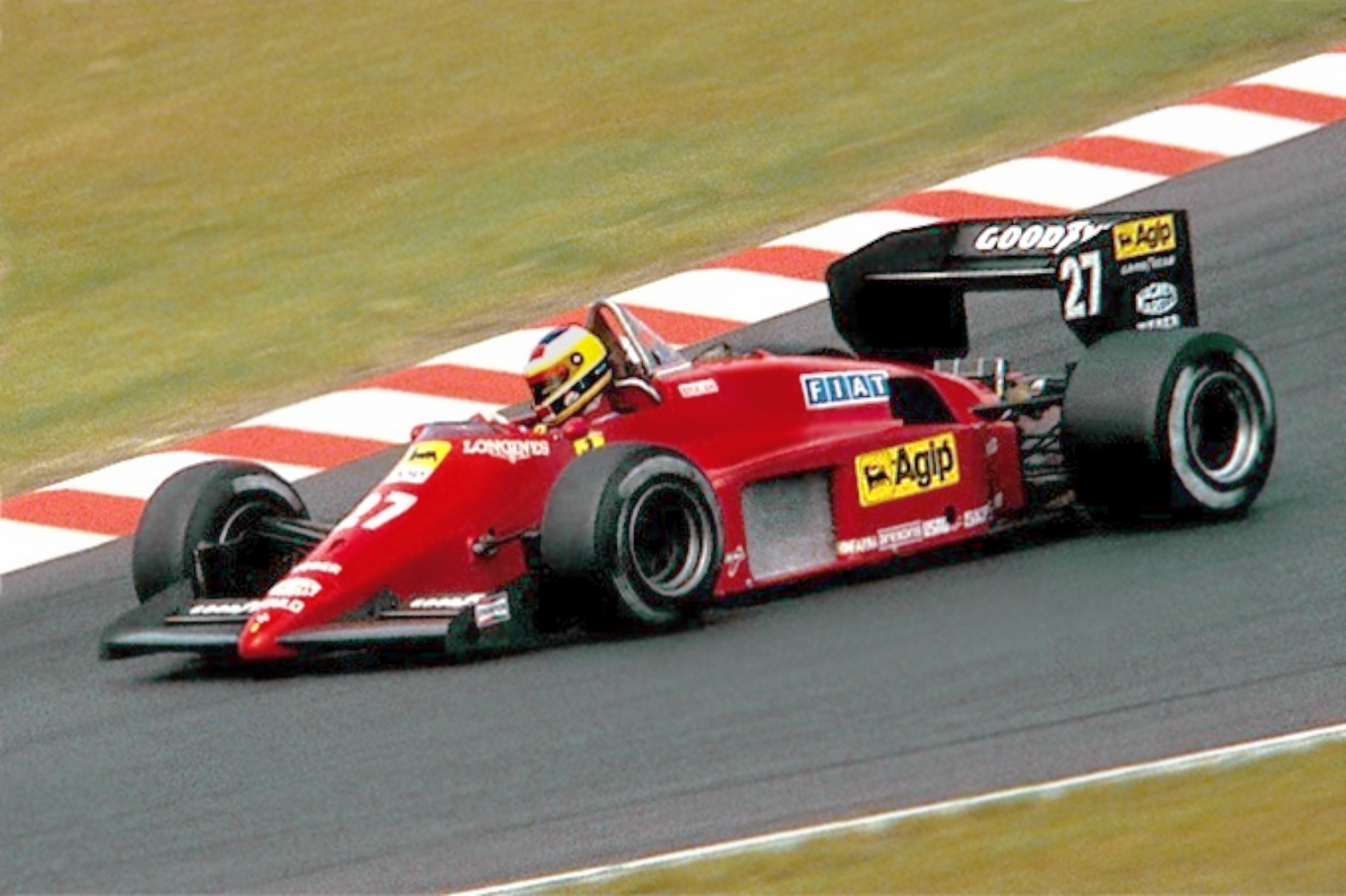
میکله آلبورتو برندهٔ جایزه بزرگ آلمان ۱۹۸۵ در نوربورگ‌رینگ

در سال ۱۹۸۵ جایزه بزرگ برای یک مسابقه به پیست جدید ۴٫۵ کیلومتری جایزه بزرگ نوربورگ‌رینگ بازگشت. این پیست در مکان حلقه شمالی ساخته شده‌بود.
در قرارداد بلندمدتی که برای میزبانی مسابقات جایزه بزرگ بسته شده‌بود، باید یکی از دو پیست هوکنهایم‌رینگ و نوربورگ‌رینگ برای جایزه بزرگ آلمان انتخاب می‌شد. هوکنهایم‌رینگ انتخاب شد و میزبان ۲۰ دورهٔ بعدی جایزه بزرگ بود. پس از تصادف اریک کوما در پیچ اوست-کوروه در سال ۱۹۹۱ مانع این پیچ دوباره تغییر یافت و پیچیده‌تر شد. پس از کشته شدن آیرتون سنا در جایزه بزرگ سان مارینوی ۱۹۹۴ نیز تغییری در مانع سوم داده شد تا سرعت را در آن پیچ کاهش دهد.
جایزه بزرگ آلمان ۱۹۹۵ با پیروزی میشائیل شوماخر به پایان رسید. از سال ۱۹۳۹ او نخستین آلمانی بود که برندهٔ این مسابقه می‌شد. در دوران حضور شوماخر، توجه به فرمول یک در آلمان به اوج رسید. در سال ۲۰۰۲ هوکنهایم‌رینگ بسیار کوتاه‌تر شد و طرح آن تغییر یافت. مسیرهای مستقیم جنگلی حذف شد و چند پیچ افزوده شد تا چالش فنی پیست را افزایش دهد.

#### میزبان‌های متناوب
در سال ۲۰۰۶ مقرر شد از سال ۲۰۰۷ تا ۲۰۱۰ جایزه بزرگ آلمان به صورت متناوب در دو پیست نوربورگ‌رینگ (۲۰۰۷ و ۲۰۰۹) و هوکنهایم‌رینگ (۲۰۰۸ و ۲۰۱۰) برگزار شود. قرار بود مسابقهٔ ۲۰۰۷ جایزه بزرگ آلمان نامیده شود؛ ولی به دلیل اختلاف نظر با هوکنهایم‌رینگ بر سر حقوق نامگذاری، نام مسابقه به جایزه بزرگ اروپا تغییر یافت. در سال ۲۰۰۹ مشکل دو پیست حل شده بود و نوربورگ‌رینگ میزبان جایزه بزرگ آلمان شد. قرارداد میزبانی جایزه بزرگ آلمان تا ۲۰۱۸ تمدید شد. هوکنهایم‌رینگ به میزبانی در سال‌های زوج ادامه داد و نوربورگ‌رینگ تا سال ۲۰۱۳ در سال‌های فرد میزبان بود.

#### مسابقه دوسالانه در هوکنهایم‌رینگ
در سال ۲۰۱۴ مالکیت نوربورگ‌رینگ تغییر کرد و مالکان جدید نتوانستند توافقی برای ادامهٔ میزبانی در سال‌های فرد امضا کنند. هوکنهایم‌رینگ نیز توان میزبانی در سال‌های فرد نداشت و دو مسابقهٔ ۲۰۱۵ و ۲۰۱۷ لغو شد. به این ترتیب، جایزه بزرگ آلمان به مسابقه‌ای دوسالانه تبدیل شد.

## برندگان چندگانه
رانندگان پررنگ شده هنوز در فرمول یک فعال هستند.

زمینه صورتی نشان دهنده مسابقه‌ای است که جزء فرمول یک نبوده‌است. زمینه کرمی نشان دهنده مسابقه‌ای است که جزء مسابقات قهرمانی اروپا پیش از جنگ جهانی دوم بوده‌است.
| پیروزی | راننده             | فصل                                |
| ------ | ------------------ | ---------------------------------- |
| ۶      | Rudolf Caracciola  | ۱۹۲۶، ۱۹۲۸، ۱۹۳۱، ۱۹۳۲، ۱۹۳۷، ۱۹۳۹ |
| ۴      | میشائیل شوماخر     | ۱۹۹۵، ۲۰۰۲، ۲۰۰۴، ۲۰۰۶             |
| ۳      | آلبرتو اسکاری      | ۱۹۵۰، ۱۹۵۱، ۱۹۵۲                   |
| ۳      | خوان مانوئل فانخیو | ۱۹۵۴، ۱۹۵۶، ۱۹۵۷                   |
| ۳      | جکی استوارت        | ۱۹۶۸، ۱۹۷۱، ۱۹۷۳                   |
| ۳      | نلسون پیکه         | ۱۹۸۱، ۱۹۸۶، ۱۹۸۷                   |
| ۳      | آیرتون سنا         | ۱۹۸۸، ۱۹۸۹، ۱۹۹۰                   |
| ۳      | فرناندو آلونسو     | ۲۰۰۵، ۲۰۱۰، ۲۰۱۲                   |
| ۳      | لوئیز همیلتون      | ۲۰۰۸، ۲۰۱۱، ۲۰۱۶                   |
| ۲      | تونی بروکس         | ۱۹۵۸، ۱۹۵۹                         |
| ۲      | John Surtees       | ۱۹۶۳، ۱۹۶۴                         |
| ۲      | Jacky Ickx         | ۱۹۶۹، ۱۹۷۲                         |
| ۲      | نایجل منسل         | ۱۹۹۱، ۱۹۹۲                         |
| ۲      | آلن پروست          | ۱۹۸۴، ۱۹۹۳                         |
| ۲      | گرهارد برگر        | ۱۹۹۴، ۱۹۹۷                         |